# Epitausa phanerosema
Epitausa phanerosema är en fjärilsart som beskrevs av George Francis Hampson 1926. Epitausa phanerosema ingår i släktet Epitausa och familjen nattflyn. Inga underarter finns listade i Catalogue of Life.